# ZEPA Banco de Galicia
ZEPA Banco de Galicia este o arie protejată (arie de protecție specială avifaunistică — SPA) din Spania întinsă pe o suprafață de 870.861,87 ha, integral marine.

## Localizare
Centrul sitului ZEPA Banco de Galicia este situat la coordonatele 42°45′12″N 11°43′04″W / 42.7534°N 11.7179°V.

## Înființare
Situl ZEPA Banco de Galicia a fost declarat arie de protecție specială avifaunistică în iulie 2014 pentru a proteja 9 specii de animale.

## Biodiversitate
Situată în ecoregiunile atlantică și marină Atlantică, aria protejată nu include niciun habitat protejat.
La baza desemnării sitului se află mai multe specii protejate de  păsări (9): Calonectris diomedea, Hydrobates castro, Hydrobates leucorhous, Hydrobates pelagicus, pescăruș negricios (Larus fuscus), Larus michahellis, Puffinus puffinus, chiră de baltă (Sterna hirundo), Sterna paradisaea.
Pe lângă speciile protejate, pe teritoriul sitului au mai fost identificate 1 specie de păsări.